# 中里村 (新潟県)

十日町地域における平成の大合併。当村は十日町中心部から信濃川沿いに南側に位置する。

中里村（なかさとむら）は、新潟県中越地方、中魚沼郡の東部に位置していた村である。十日町市への通勤率は18.5%（平成12年国勢調査）。2005年4月1日に十日町市、中魚沼郡川西町、東頸城郡松代町・松之山町と合併し新設の十日町市となったため消滅した。

## 地理
県市町村課「固定資産の価格等の概要」（平成12年）によれば、町の面積のうち田畑は11.2%、宅地は1.0%であり、その他は山林や雑種地などが占めている。
- 山:
- 河川: 信濃川、清津川、釜川
- 湖沼:

### 隣接していた自治体
- 十日町市
- 中魚沼郡津南町
- 南魚沼郡塩沢町
- 南魚沼郡湯沢町
- 東頸城郡松之山町

## 歴史
周辺は古くから「妻有郷」と呼ばれていた。

### 沿革
- 1955年3月31日 - 中魚沼郡田沢村、倉俣村が合併し、中里村が発足。
- 1956年
  - 4月1日 - 中魚沼郡津南町と境界の一部を変更。
  - 9月30日 - 中魚沼郡貝野村の一部を編入。
- 2005年4月1日 - 十日町市、中魚沼郡川西町、東頸城郡松代町・松之山町と合併し、新設の十日町市となり消滅。

## 行政
- 村長：山本茂穂（1989年12月25日から）

## 経済
農業
- 平成12年生産農業所得統計によれば、農業粗生産額の品目別割合において米が72.5%となっている[2]。

商業

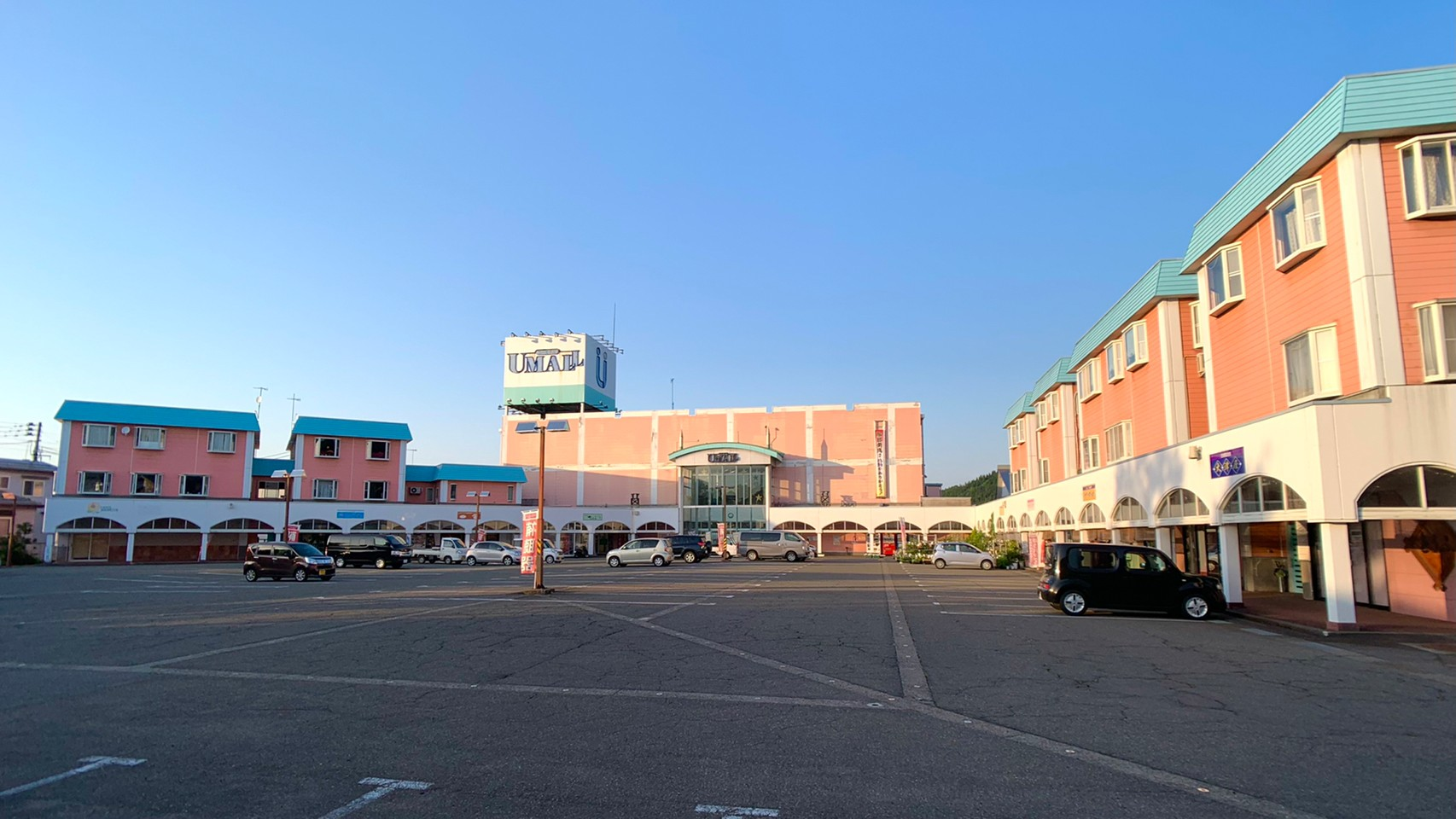
なかさとむらショッピングセンター（Uモール）

- なかさとむらショッピングセンター（愛称：Uモール）
国道117号の拡幅に合わせ、十日町市など村外への購買力流出抑制を図るため、地元商店街が主導となって1989年に第三セクター「中里村地域開発」が設立され、1992年（平成4年）5月、12,000 ㎡の敷地に延床面積3,400 ㎡の店舗（Aコープのほか17店が商店街等から移転入居）と同2,000 ㎡のコミュニティ施設（多目的ホールなど）を備える複合商業施設としてオープンした[3][4][5]。建物は2階（一部3階）建てで、商店街から集団移転した17店のうち9店は本棟1階にワンフロアで共同出店し、残りの8店は本棟から左右に伸びる個別店舗に入る形となった（うち6店は階上に住宅を自費建築）[6][7]。中小企業庁の高度化融資「街づくり会社パート3」の適用第一号であり、珍しさもあって全国からの問い合わせや視察があった[4]。1995年（平成7年）7月には村営のプラネタリウム「ドーム中里 き☆ら・ら」も設けられた[8][9]。

## 姉妹都市・提携都市

### 国内
- 新座市（埼玉県）
- 久米島町（沖縄県）
  - 2002年度友好姉妹都市提携

## 教育
- 中里中学校
- 貝野小学校
- 倉俣小学校（合併後の2017年に田沢小へ統合）[10]
- 田沢小学校
- 清津峡小学校（合併後の2009年に十日町市立田沢小学校へ統合）[11]

## 交通

### 鉄道路線
- 東日本旅客鉄道（JR東日本）飯山線
  - 越後田沢駅

### バス
- 越後交通[2]
- 南越後観光バス[2]

### 道路
高速道路
なし
一般国道
- 国道117号
- 国道353号

都道府県道
- 主要地方道
  - 新潟県道49号小千谷十日町津南線

## 名所・旧跡・観光スポット・祭事・催事

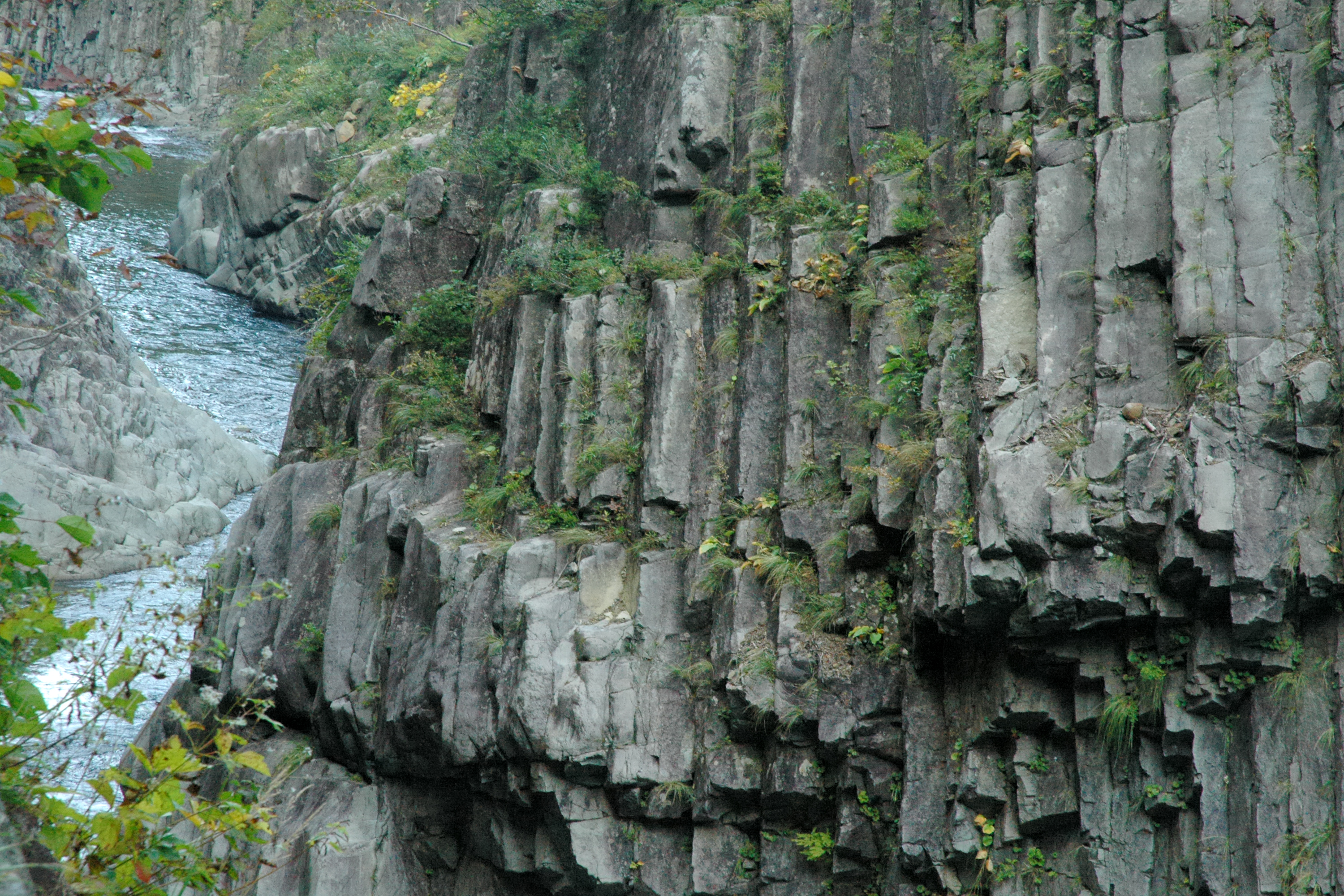
清津峡

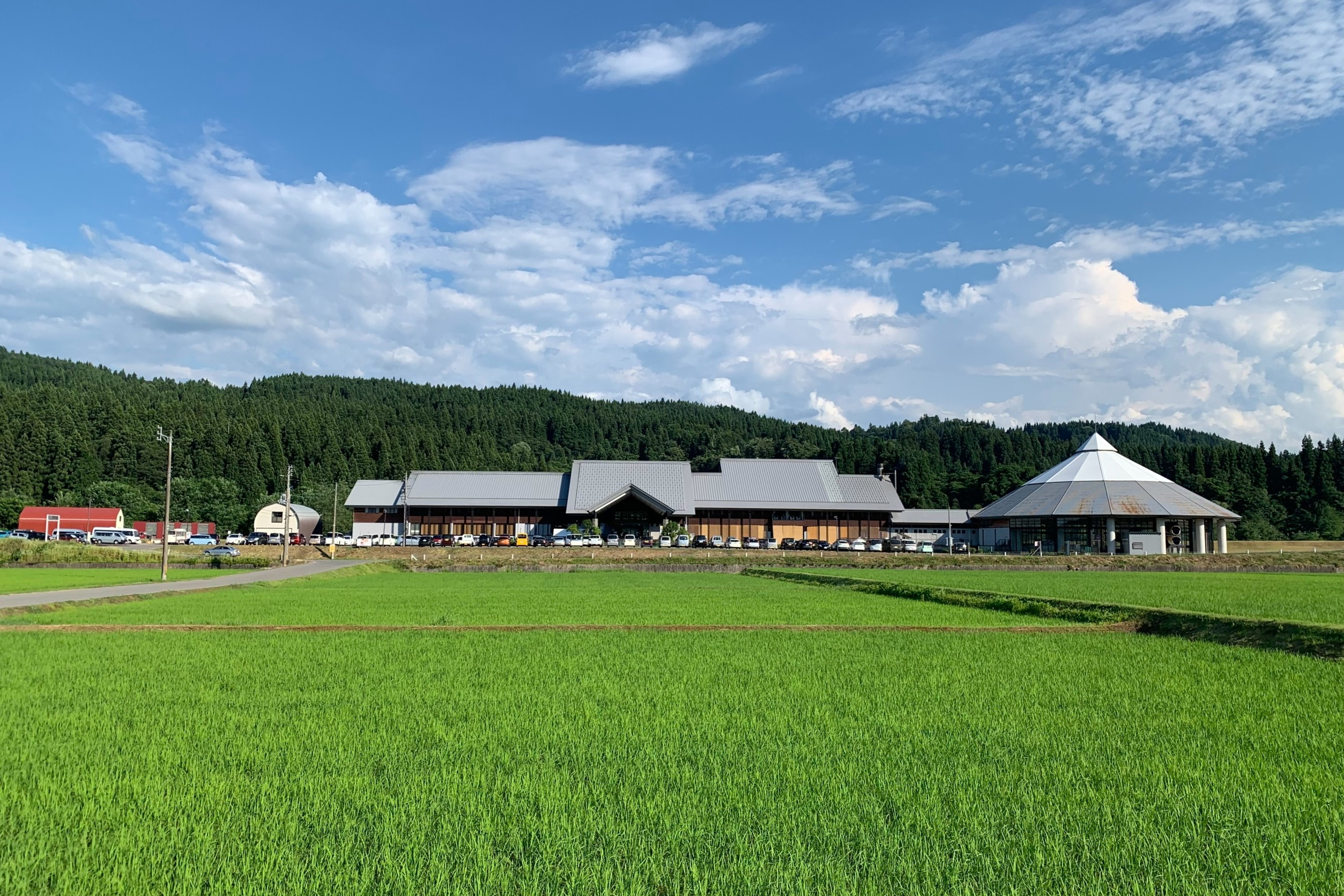
ミオンなかさと

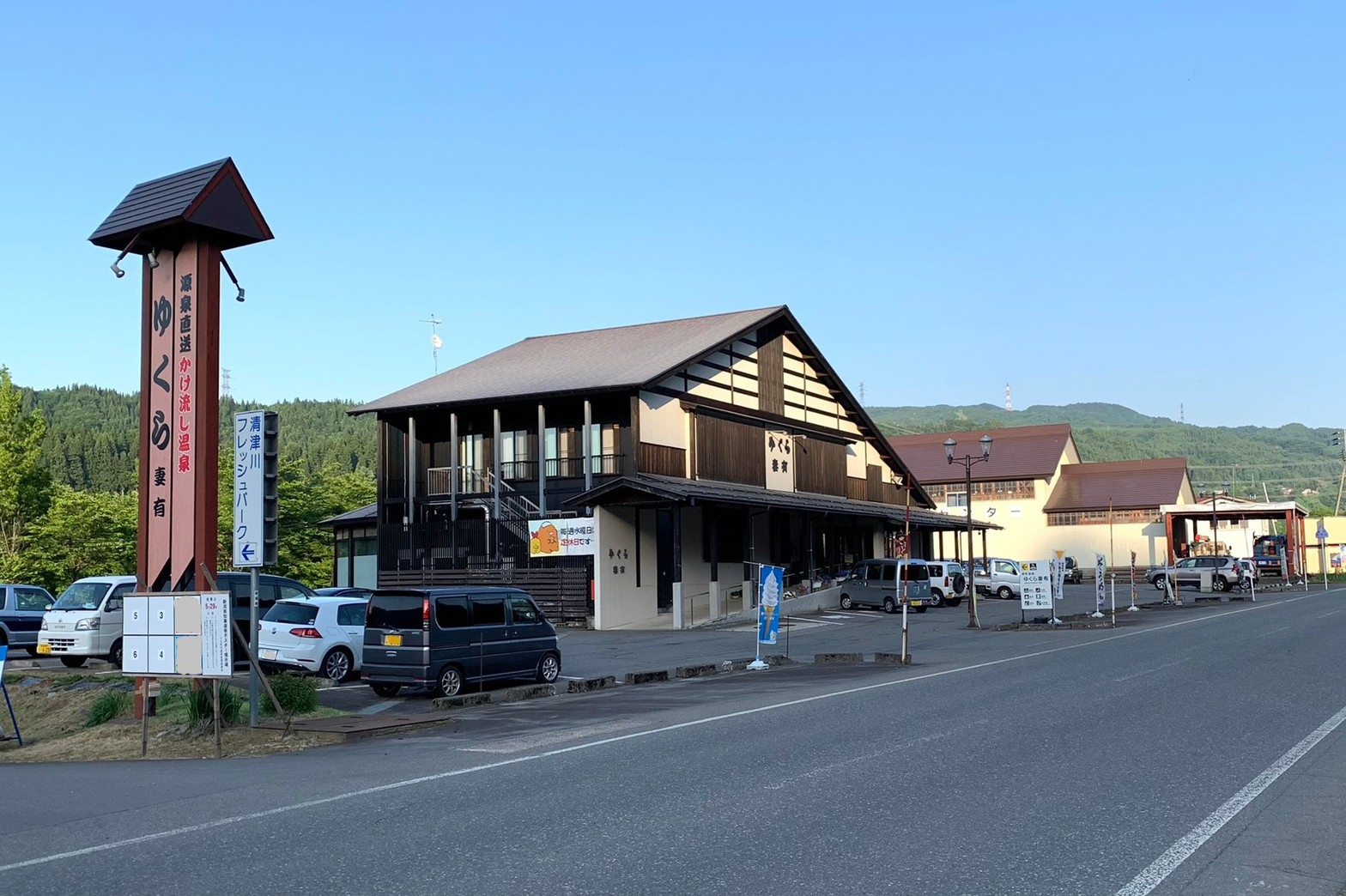
ゆくら妻有

目的別観光入込客数（平成13年度）では「自然景観」が最も多く（146,840人）、次いで「温泉」（73,250人）、「産業・観光」（21,170人）となっている。
- 清津峡
- 田代の七ツ釜（国指定名勝・天然記念物）
- 七ツ釜フィッシングパーク - 1995年（平成7年）竣工[12]。
- 小松原湿原
- 瀬戸渓谷
- 越後妻有アートトリエンナーレ
- ふるさと館 - 特産品販売コーナーや食事処を備えた施設として国道353号沿いに1993年（平成5年）5月オープン[13]。整備には県の山間地域総合振興対策モデル事業が活用された[14]。
- 重地大池自然観察交流広場 - 1995年（平成7年）オープン[15]。
- 清田山自然公園
- ベルナティオ
- なかさと清津スキー場
- ミオンなかさと - 露天風呂・サウナつきの温泉やウォータースライダーつきバーデプール、大休憩室、食事処、宿泊施設などを備えた施設として1996年（平成8年）7月オープン[16]。自治省の「特定地域における若者定住促進等緊急プロジェクト事業」に指定され、信濃川沿いの約3 haの用地を活用して整備された[17]。ふるさと創生事業を活用して[14]1989年（平成元年）7月から始まった探査によって掘削された温泉で、当施設開発前には仮設浴場が設けられていた[18]。
- ゆくら妻有 - 1998年（平成10年）3月にオープンした日帰り入浴施設[19]。

## 著名な出身者
- 服部勇馬・弾馬（陸上競技選手）